# Denise Tantucci
Pour les articles homonymes, voir Tantucci.
Denise Tantucci, née le 14 mars 1997 à Fano, est une actrice italienne.

## Biographie
Denise Tantucci naît le 14 mars 1997 à Fano d'un père italien et d'une mère allemande. Elle commence par étudier le théâtre dans sa ville natale et en 2012 s'installe à Rome pour continuer à étudier le théâtre.
Elle commence sa carrière en jouant le rôle de Giusy dans la cinquième saison de Provaci Ancora prof ! et le rôle de Dafne dans la neuvième saison de Un sacré détective. En 2013, elle incarne le personnage de Giada Spanoi, une jeune fille albanaise à la recherche de ses parents émigrés quelque temps auparavant, dans la neuvième saison de Un medico in famiglia. C’est cette série qui lui apportera sa popularité.
Parallèlement, elle se consacre au chant et à l'écriture. En 2013, elle sort sa première chanson, Dressed in Blood, et en octobre de la même année, elle publie son premier recueil de poèmes, Fantasticherie e congetture, aux éditions Aletti Editore.
En 2014, elle écrit et produit son premier spectacle, Un oppio legame, qui est mis en scène en septembre. La même année, elle rejoint le casting de la deuxième saison des Bracelets rouges et de la troisième saison de Fuoriclasse,. Toujours en septembre, elle tourne dans le film Ma tu di che segno 6?, réalisé par Neri Parenti, sorti en salles en décembre 2014.
En 2015, elle poursuit son expérience cinématographique en rejoignant le casting du film international Ben-Hur, remake du célèbre Ben-Hur de William Wyler. La même année, elle revient sur les plateaux pour le tournage de la troisième saison de Braccialetti rossi au cours de laquelle elle participe avec ses collègues au spot du Garante dell'Infanzia contre la discrimination envers les jeunes.
En 2016, elle obtient le rôle d'Irène dans la fiction italienne Sirene.
En 2018, elle joue dans Likemeback de Leonardo Guerra Seràgnoli, avec Blu Yoshimi et Angela Fontana. Le film est présenté à la 71e édition du Festival international du film de Locarno. Par la suite, elle est la protagoniste du film Buio d'Emanuela Rossi, présenté au festival de cinéma Alice nella città de Rome.
En 2019, elle rejoint le casting du nouveau film de Nanni Moretti, Tre piani.
En 2020, elle est diplômée en physique à l'Université de Milan.

## Filmographie

### Cinéma
- 2014 : Ma tu di che segno 6? (it), réalisé par Neri Parenti : Ilaria Fioretti
- 2016 : Ben-Hur, réalisé par Timur Bekmambetov : Avigail
- 2018 : Likemeback (it), réalisé par Leonardo Guerra Seràgnoli : Carla
- 2019 : Buio (it), réalisé par Emanuela Rossi : Stella
- 2020 : Gli indifferenti, réalisé par Leonardo Guerra Seràgnoli : l’amie de Carla
- 2020 : In vacanza su Marte (it), réalisé par Neri Parenti : Marina
- 2021 : Tre piani, réalisé par Nanni Moretti : Charlotte
- 2022 : Il Principe di Roma d'Edoardo Maria Falcone

### Télévision
- 2013 : Provaci ancora prof! (it) - saison 5, épisode 1 Il gioco del destino : la jeune fille
- 2014 : Un sacré détective - saison 9, épisode 10 (Cyberbulli) : Dafne Crispi
- 2014 : Un medico in famiglia, saison 9 : Giada Spanoi, jeune réfugiée albanaise
- 2015-2016 : Les Bracelets rouges - saisons 2 et 3, série télévisée de la RAI réalisée par Giacomo Campiotti : Nina D'Alessandro
- 2015 : Fuoriclasse (it) - saison 3, série italienne réalisée par Tiziana Aristarco (it) : Mara Ferrero
- 2017 : Sirene (it), série télévisée réalisée par Davide Marengo (it) : Irene, une sirène

### Courts métrages
- 2012 : Destini incrociati, d'Yvonne D'Abbraccio
- 2016 : Darkly, réalisé par Alessio Liguori
- 2018 : Promesse promesse, réalisé par Carolina Pavone
- 2019 : The Receptionist, réalisé par Giuseppe Piva
- 2020 : Risvegli, réalisé par Paolo Doppieri

## Théâtre
- 2012 : Revolutionary road, mis en scène par Yvonne D'Abbraccio
- 2012 : Moulin Rouge, mis en scène par Yvonne D'Abbraccio
- 2012 : Le relazioni  pericolose, mis en scène par l'équipe YD'Actors
- 2013 : La strana coppia de Neil Simon, mis en scène par Yvonne D'Abbraccio
- 2014 : The quiet, mis en scène par Yvonne D'Abbraccio
- 2014 : Un doppio legame, écrit et produit par Denise Tantucci, mis en scène par Filippo Mantoni

## Musique

### Titres
- 2013 : Dressed in blood
- 2014 : Lullaby : Un medico in familia 9

### Vidéos musicales
- 2013 : Dressed in blood de Denise Tantucci
- 2015 : Il bene si avvera de Niccolò Agliardi et Braccialetti Rossi
- 2015 : Simili (it) de Laura Pausini

## Écrits
- 2013 : Fantasticherie e congetture

## Récompenses
- 2014 : prix international de littérature Alda-Merini pour le livre Fantasticherie e congetture
- 2014 : prix Rudolph-Valentino New Generation[9]